# Torneio Gilberto Alves de 1965
O Torneio Gilberto Alves de 1965 foi uma competição amistosa interestadual de futebol organizada pelo Atlético Goianiense e disputada na cidade de Goiânia em 1965. Teve a participação de três equipes, Atlético Goianiense, Flamengo e Vasco da Gama, com três rodadas programadas para serem cumpridas, nas quais todas as equipes envolvidas se enfrentariam, sendo campeã aquela que tivesse o melhor aproveitamento.
O campeão, e de maneira invicta, foi o Flamengo, que  com uma vitória e um empate venceu o torneio por saldo de gols. O vice-campeão foi o Vasco da Gama.

## Participantes
| Equipe              | Estado    |
| ------------------- | --------- |
| Atlético Goianiense | Goiás     |
| Flamengo            | Guanabara |
| Vasco da Gama       | Guanabara |

## Classificação
Cada time disputou dois jogos, com dois pontos concedidos para a vitória, um para o empate e nenhum para a derrota.

## Partidas

#### Primeira rodada
| Terça, 26 de janeiro | Atlético Goianiense | 1 – 4      | Vasco da Gama                           | Olímpico, Goiânia |
|                      | Garcia 79'          | Reportagem | 14' Zézinho · 22', 63' Célio · 82' Saul |                   |

| Atlético Goianiense | Vasco da Gama |

#### Segunda rodada
| Quinta, 28 de janeiro | Atlético Goianiense | 1 – 6      | Flamengo                                                    | Olímpico, Goiânia                                                  |
|                       | Olivinho 87'        | Reportagem | 23' Fraga · 52', 57' Fefeu · 63' Amauri · 71', 85' Evaristo | Renda: Cr$ 15.000.000,00 (estimado) Árbitro: GO José Muniz Brandão |

| Atlético Goianiense | Flamengo |

#### Terceira rodada
| Domingo, 31 de janeiro | Flamengo | 0 – 0      | Vasco da Gama | Olímpico, Goiânia                                                                         |
| 15:30                  |          | Reportagem |               | Público: 35 000 (aproximado) Renda: Cr$ 40.000.000,00 (estimado) Árbitro: GO José Cotosso |

| Flamengo | Vasco da Gama |

| Bandeirinhas: José Pereira Sobrinho (Goiás) Avila de Sousa (Goiás) |

## Campeão
| Torneio Gilberto Alves de 1965 |
| ------------------------------ |
| Flamengo Campeão               |

## Artilharia
| Pos. | Jogador  | Equipe              | Gols |
| ---- | -------- | ------------------- | ---- |
| 1    | Evaristo | Flamengo            | 2    |
| 1    | Fefeu    | Flamengo            | 2    |
| 1    | Célio    | Vasco da Gama       | 2    |
| 2    | Amauri   | Flamengo            | 1    |
| 2    | Fraga    | Flamengo            | 1    |
| 2    | Garcia   | Atlético Goianiense | 1    |
| 2    | Olivinho | Atlético Goianiense | 1    |
| 2    | Saul     | Vasco da Gama       | 1    |
| 2    | Zézinho  | Vasco da Gama       | 1    |